# Doddamargonahalli, Turuvekere
Doddamargonahalli là một làng thuộc tehsil Turuvekere, huyện Tumkur, bang Karnataka, Ấn Độ.